# Bematha
Bematha é um gênero de traça pertencente à família Arctiidae.